# Артеменко Артур Миколайович
Артур Миколайович Артеменко (нар. 6 жовтня 1963) — український військовик. Кандидат технічних наук, генерал-лейтенант Збройних Сил України.

## Життєпис
Народився в селі Чаплине Дніпропетровської області, УРСР. 
У 1984 році закінчив Красноярське вище командне училище радіоелектроніки протиповітряної оборони. Протягом 1984—1994 років проходив військову службу на інженерних та командних посадах частин протиповітряної оборони.
У 1992–1996 роках навчався у Харківському військовому інституті.
У 2003 році після закінчення Національної академії оборони України був призначений на посаду заступника командира дивізії протиповітряної оборони Військ протиповітряної оборони Збройних Сил України.
21 серпня 2008 року Артуру Артеменку, що обіймав на той час посаду начальника радіотехнічних військ Повітряних сил Збройних сил України, було присвоєно військове звання «генерал-майора».
5 жовтня 2012 року призначений на посаду начальника штабу — першого заступника командувача ПС ЗСУ.
Наприкінці жовтня 2014 був звільнений із займаної посади згідно з законом про люстрацію.
Відповідно до Закону України "Про очищення влади" від 16 вересня 2014 року № 1682-VII (зі змінами), Президента України від 20.03.2015 № 157/2015 "Про незастосування заборони обіймати посади, щодо яких здійснюються заходи з очищення влади (люстрації)" та пункту 117 Положення про проходження громадянами України військової служби у Збройних Силах України, був відновлений на посаді начальника штабу - першого заступника командувача Повітряних Сил Збройних Сил України - наказ Міністра оборони України від 23 березня 2015 року №185.
14 жовтня 2016 року А.М. Артеменку присвоєно чергове військове звання «генерал-лейтенант».
24 лютого 2017 року призначений на посаду начальника Головного управління персоналу — заступника начальника Генерального штабу Збройних Сил України.
У липні 2019 року від начальника Генерального штабу ЗСУ Руслана Хомчака стало відомо про його намір на призначення нових людей на ключові посади, зокрема генерал-лейтенанта Артура Артеменка на посаду начальника Об'єднаного оперативного штабу.

## Нагороди
- Орден Данила Галицького (6 грудня 2013) — за вагомий особистий внесок у захист державного суверенітету, забезпечення конституційних прав і свобод громадян, зміцнення економічної безпеки держави, високопрофесійне виконання службового обов'язку та з нагоди 22-ї річниці незалежності України[6]
- Медаль «За бездоганну службу» III ст. (29 листопада 2000) — за вагомий особистий внесок у забезпечення обороноздатності України[7]
- Медаль «Захиснику Вітчизни» (3 грудня 2008) — за вагомий особистий внесок у зміцнення обороноздатності і безпеки України, зразкове виконання військового обов'язку, високий професіоналізм та з нагоди 17-ї річниці Збройних Сил України[8]
- Відзнака «Ветеран військової служби»
- Медаль «10 років Збройним Силам України»
- Медаль «15 років Збройним Силам України»
- Медаль «За сумлінну службу» III ст.
- Відзнака Міністерства оборони України «Вогнепальна зброя»
- Відзнака Міністерства оборони України «Доблесть і честь»
- Почесний нагрудний знак «За доблесну військову службу Батьківщині»
- Почесний нагрудний знак «Слава і честь»
- Почесний нагрудний знак «За заслуги перед Збройними Силами України»
- Медаль «70 років Збройних Сил СРСР»
- Медаль «За бездоганну службу» (СРСР)